# 爱丁堡皇家学会

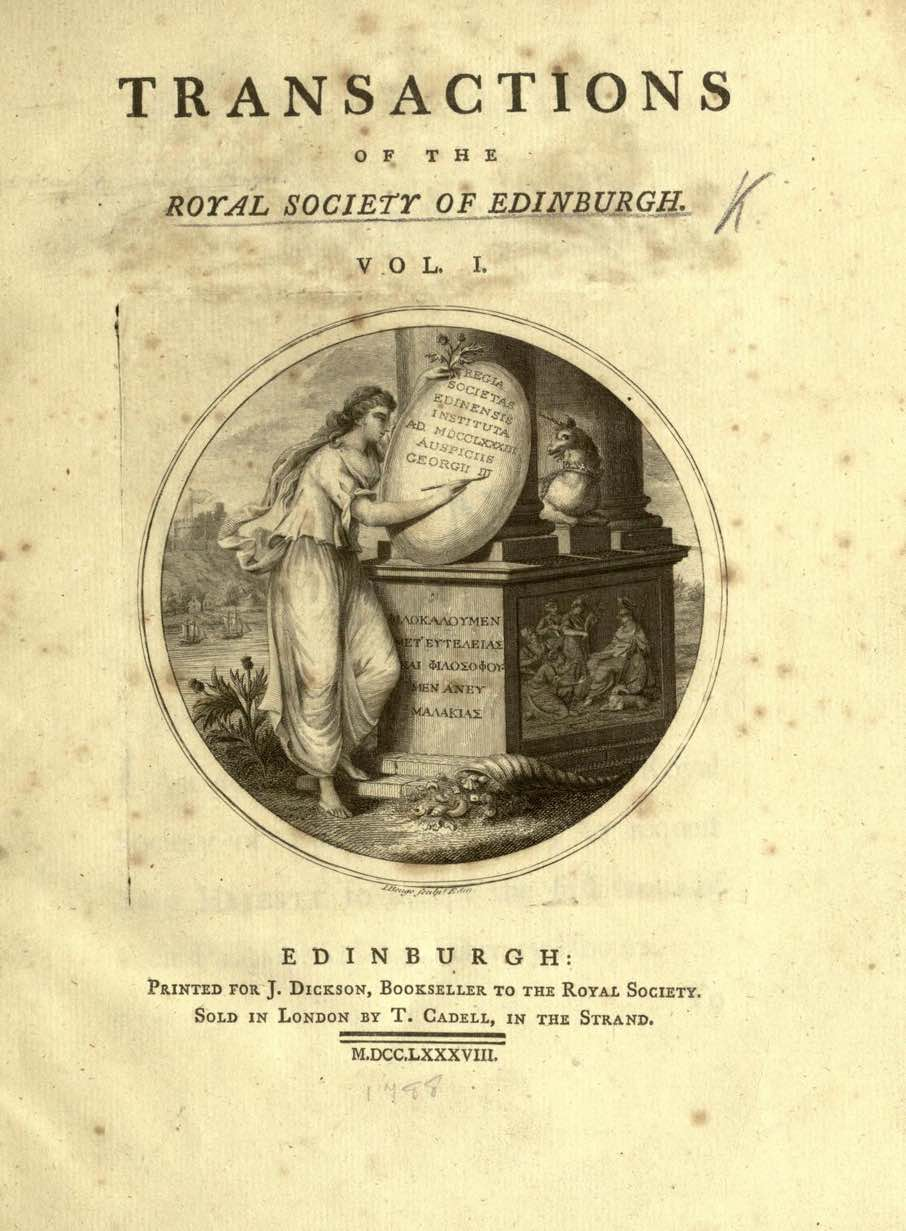
一份1788卷期刊爱丁堡皇家学会学报“的封面。詹姆斯·赫顿提出地球论“的观点

爱丁堡皇家学会（英語：Royal Society of Edinburgh）是1783年成立的苏格兰的国家科学院，是一个独立非党派的研究机构，旨在提高苏格兰的科学研究和公共福利。目前拥有大约1500名成绩斐然的院士为其服务。它比伦敦的皇家学会涉猎更广。不似英国其他地区类似的组织，该学会提供各种学科的奖学金，包括科学与技术、艺术、人文、医学、社会科学、商业和公共服务。如此专业知识的广度使苏格兰皇家学会成为英国的唯一。

## 爱丁堡皇家学会主席列表
1. 亨利·斯科特 (巴克卢公爵) (1783–1812)
2. Sir James Hall（英语：Sir James Hall, 4th Baronet） (1812–1820)
3. 沃尔特·司各特爵士 (1820–1832)
4. 湯瑪斯·布里斯班爵士 (1832–1860)
5. 第八代阿蓋爾公爵喬治·坎貝爾 (1860–1864)
6. Principal Sir 大卫·布儒斯特 (1864–1868)
7. Sir Robert Christison（英语：Robert Christison） (1869–1873)
8. Sir 第一代开尔文男爵威廉·汤姆森 (1873–1878)
9. Rev Philip Kelland（英语：Philip Kelland） (1878–1879)
10. Lord Moncreiff of Tullibole（英语：James Moncreiff, 1st Baron Moncreiff） (1879–1884)
11. Thomas Stevenson（英语：Thomas Stevenson） (1884–1885)
12. 第一代开尔文男爵威廉·汤姆森爵士 (1886–1890)
13. Sir Douglas Maclagan（英语：Douglas Maclagan） (1890–1895)
14. 第一代开尔文男爵威廉·汤姆森爵士 (1895–1907)
15. Principal Sir William Turner（英语：William Turner (university principal)） (1908–1913)
16. Professor James Geikie（英语：James Geikie） (1913–1915)
17. Dr John Horne（英语：John Horne） (1915–1919)
18. Professor Frederick Orpen Bower（英语：Frederick Orpen Bower） (1919–1924)
19. 詹姆斯·阿尔弗雷德·尤因爵士 (1924–1929)
20. 爱德华·阿尔伯特·沙佩-谢弗爵士（1929–1934）
21. 达西·汤普森爵士（1934–1939）
22. 埃德蒙·泰勒·魏泰克爵士（1939–1944）
23. Professor Sir William Wright Smith（英语：William Wright Smith） (1944–1949)
24. Professor James Kendall（英语：James Kendall (chemist)） (1949–1954)
25. Professor James Ritchie（英语：James Ritchie (naturalist)） (1954–1958)
26. Professor J. Norman Davidson（英语：J. Norman Davidson） (1958–1959)
27. Professor Sir Edmund Hirst（英语：Edmund Hirst） (1959–1964)
28. Professor J. Norman Davidson (1964–1967)
29. Professor Norman Feather（英语：Norman Feather） (1967–1970)
30. Sir Maurice Yonge（英语：Maurice Yonge） (1970–1973)
31. Lord Cameron（英语：John Cameron, Lord Cameron） (1973–1976)
32. Professor Robert Allan Smith（英语：Robert Allan Smith） (1976–1979)
33. 肯尼斯·L·布拉克斯特爵士 (1979–1982)
34. Sir John Atwell（英语：John Atwell） (1982–1985)
35. Sir Alwyn Williams（英语：Alwyn Williams (geologist)） (1985–1988)
36. Professor Charles Kemball（英语：Charles Kemball） (1988–1991)
37. Professor Sir Alastair Currie（英语：Alastair Currie） (1991–1993)
38. Dr Thomas L. Johnston（英语：Thomas L. Johnston） (1993–1996)
39. Professor Malcolm Jeeves（英语：Malcolm Jeeves） (1996–1999)
40. Sir William Stewart（英语：William Stewart (scientist)） (1999–2002)
41. 宋达能 (2002–2005)
42. 迈克尔·阿蒂亚爵士 (2005–2008)
43. 卫奕信 (2008–2011)
44. Sir John Peebles Arbuthnott（英语：John Peebles Arbuthnott） (2011–October 2014)
45. Dame 约瑟琳·贝尔·伯奈尔 (October 2014-2017)